# City Football Group
City Football Group Limited (CFG) là một công ty cổ phần quản lý các câu lạc bộ bóng đá. Nhóm thuộc sở hữu của ba tổ chức; trong đó 81% thuộc sở hữu đa số của Newton Investment and Development LLC, 18% bởi công ty Mỹ Silver Lake và 1% bởi các công ty Trung Quốc China Media Capital và CITIC Capital.
Tập đoàn lấy tên từ Manchester City F.C., câu lạc bộ bóng đá hàng đầu của nó và đóng vai trò là công ty mẹ của câu lạc bộ. CFG cũng sở hữu cổ phần tại các câu lạc bộ ở Hoa Kỳ, Úc, Ấn Độ, Nhật Bản, Tây Ban Nha, Uruguay, Trung Quốc, Bỉ, Pháp và Ý.

## Lịch sử
Được thành lập vào năm 2013, City Football Group là sự hiện thực hóa tầm nhìn kinh doanh của cựu Phó Chủ tịch Kinh tế Barcelona Ferran Soriano. Soriano lần đầu tiên hình thành lý tưởng về một thực thể bóng đá toàn cầu khi còn ở câu lạc bộ xứ Catalan, bắt đầu bằng việc thành lập các học viện nước ngoài mang thương hiệu Barca. Soriano đã liên hệ với Ủy viên Major League Soccer Don Garber về việc tạo ra một nhượng quyền thương mại MLS mang thương hiệu Barcelona và cả hai đã tiến xa hơn khi tìm kiếm một số địa điểm để đặt đội, nhưng cuối cùng những kế hoạch này đã bị cắt giảm khi Soriano và bảy thành viên khác của hội đồng quản trị Barcelona đã chọn từ chức để phản đối sự lãnh đạo của Chủ tịch khi đó là Joan Laporta.
Sau bốn năm nghỉ quản lý bóng đá, Soriano được thuê vào cuối năm 2012 để thay thế Garry Cook làm Giám đốc điều hành của Manchester City sau khi ông này từ chức. Soriano hồi sinh tham vọng thành lập một thực thể kinh doanh bóng đá toàn cầu, bắt đầu bằng việc nối lại các cuộc đối thoại với Garber. Các cuộc thảo luận của họ đã dẫn đến việc công bố New York City FC là đội mở rộng thứ 20 của MLS chưa đầy một năm sau đó vào tháng 5 năm 2013. Trong quá trình quản lý việc thành lập đội bóng thứ hai, City Football Group đã được thành lập, được thiết kế để trở thành công ty cổ phần mà cả Manchester City và NYCFC đều thuộc về. CFG đã mở rộng vào đầu năm 2014 khi hợp tác với đội bóng bầu dục Melbourne Storm để mua cổ phần kiểm soát trong nhượng quyền thương mại A-League Melbourne Heart với giá 12 triệu đô la Úc. Câu lạc bộ sau đó được đổi tên thành Melbourne City FC và huy hiệu của họ đã thay đổi như một phần trong nỗ lực ban đầu của CFG nhằm kết hợp các khoản đầu tư của họ với Manchester City với tư cách là một thương hiệu, và màu sắc của câu lạc bộ sẽ dần dần được thay đổi thành màu xanh da trời với màu sắc của họ. các sọc đỏ trắng được giữ lại làm màu sân khách.
Trong những tuần sau khi mua Melbourne City, CFG đã thể hiện ý định đầu tư vào bóng đá nữ bằng cách đổi thương hiệu cho chi nhánh nữ của Manchester City thành Câu lạc bộ bóng đá nữ Manchester City và vận động hành lang thành công để đội được thêm vào hạng cao nhất của FA Women's Super League, hứa hẹn đầu tư vào bóng đá nữ ở quy mô chưa từng thấy ở Anh. Cuối năm sau, CFG sẽ phát triển trở lại với việc mua 20% cổ phần của đội bóng Nhật Bản Yokohama F. Marinos, đội bóng truyền thống của tập đoàn tài trợ Nissan.
Vào tháng 4 năm 2017, sau gần ba năm tạm dừng mở rộng, City Football Group đã công bố đội bóng hạng hai của Uruguay là Club Atletico Torque, đội sau này được đổi tên thành Montevideo City Torque. Vài tháng sau Torque sẽ được theo sau bởi câu lạc bộ giải hạng hai Tây Ban Nha Girona, một câu lạc bộ có liên kết sở hữu với huấn luyện viên đương nhiệm của Manchester City Pep Guardiola.
Năm 2019 chứng kiến sự khởi đầu của sự gia tăng hoạt động của CFG. Việc mua câu lạc bộ hạng ba Trung Quốc Tứ Xuyên Cửu Ngưu được theo sau vào cuối năm bởi một liên doanh thứ hai ở châu Á, khi tập đoàn này mua cổ phần kiểm soát trong nhượng quyền thương mại Indian Super League Mumbai City. Tương tự, năm 2020 sẽ chứng kiến hai vụ mua câu lạc bộ ở bóng đá châu Âu, đầu tiên là Lommel của Bỉ và sau đó là Troyes của Pháp, với cả hai động thái đáng chú ý là các câu lạc bộ được mua được giải cứu khỏi khó khăn tài chính và được liên kết với những thiệt hại kinh tế do đại dịch COVID-19 gây ra. Trong cùng năm đó, họ cũng sẽ mở rộng lợi ích kinh doanh của mình bằng cách nắm quyền kiểm soát duy nhất đối với công ty kinh doanh bóng đá 5 người một bên Goals Soccer Centers có trụ sở tại Hoa Kỳ, một doanh nghiệp mà họ đã đầu tư trước đó, sau sự sụp đổ của các chủ sở hữu công ty. do một vụ bê bối nội bộ.
Vào tháng 3 năm 2022, đội hạng hai của Hà Lan NAC Breda thông báo rằng sau cuộc điều tra về những người trả giá tốt nhất để bán cổ phần của câu lạc bộ, các cổ đông của câu lạc bộ đã đồng ý bán cho CFG. Đáp lại, người hâm mộ của câu lạc bộ đã tổ chức các cuộc biểu tình ở Breda cũng như Manchester và Lommel. Một tháng sau, một nhóm cổ đông có quyền biểu quyết quan trọng thông báo rằng trước phản ứng dữ dội, thay vào đó, họ đã quyết định bán cổ phần của mình cho một tập đoàn địa phương.

## Nguyên tắc và quyền lợi
Kể từ khi thành lập, các nhà bình luận đã đưa ra những điểm tương đồng giữa City Football Group và các ý tưởng của Ferran Soriano được nêu ra trong cuốn sách năm 2011 của ông ấy Goal: The Ball Doesn't Go In By Chance, trong đó Soriano nhận xét rằng sự phát triển tự nhiên của các thương hiệu câu lạc bộ là để mở rộng ra toàn cầu và điều đó có thể bao gồm việc thành lập các câu lạc bộ nhượng quyền ở các giải đấu nước ngoài. Cuốn sách của ông tiếp tục giải thích quan điểm rằng việc thu hút những người hâm mộ nước ngoài không có lòng trung thành với những người không phải trong nước đã ăn sâu là một khía cạnh quan trọng trong sự phát triển kinh doanh của các thương hiệu thể thao và điều đó mang lại cho những người hâm mộ đó một đội bóng trong nước để hỗ trợ và liên kết đến câu lạc bộ châu Âu của họ có thể khuyến khích lòng trung thành hơn từ họ. Ý tưởng này sẽ được gọi là "Disneyfication" của Giáo sư Simon Chadwick, một chuyên gia về thể thao Á-Âu tại Trường Kinh doanh Emlyon và bản thân ông là một người bạn tâm giao của Soriano.

### Xây dựng thương hiệu và phát triển cầu thủ
Sự phát triển ban đầu của nhóm tập trung vào các đội có chung bản sắc và thương hiệu liên kết, phù hợp với bản sắc truyền thống của Manchester City và được coi là cách quan trọng để giúp câu lạc bộ Manchester xây dựng sự ủng hộ từ nước ngoài. Điều này cũng phù hợp với mối quan tâm được báo cáo rõ ràng của Soriano trong việc đặt City Football Group như một yếu tố then chốt trong việc mở cửa thị trường quốc gia, nơi mà các hiệp hội bóng đá trước đây không thể đảm bảo sự hiện diện mạnh mẽ, thông qua hoạt động và đầu tư vào nhượng quyền thương mại ở các quốc gia đó.
Tổ chức đầu tiên gia nhập CFG là New York City FC mới được thành lập, với câu lạc bộ thông báo rằng họ sẽ mặc trang phục thi đấu quen thuộc màu xanh da trời với quần đùi màu trắng mà Manchester City có truyền thống gắn liền với, và đổi tên thành Melbourne City (ban đầu được đặt tên là Melbourne Heart) tương tự chuyển sang màu xanh da trời sau khi đánh bại các thử thách từ câu lạc bộ A-League Sydney FC. Với việc mua Mumbai City và đổi tên Club Atletico Torque thành Montevideo City Torque, năm đội trong nhóm có từ City trong tên của họ và tương tự như vậy, cả năm đội đều mặc trang phục thi đấu màu xanh da trời. Kiểu huy hiệu hình tròn của NYCFC cũng sẽ được Manchester City, Melbourne City và Torque bắt chước. Sau những thay đổi này, có thông tin cho rằng mục tiêu của công ty là sở hữu một đội ở mỗi lục địa với thương hiệu "City" trong tên của nó.
Sự phát triển trong học viện của Manchester City cuối cùng sẽ dẫn đến sự thay đổi trong chiến lược và trọng tâm của nhóm. Những nỗ lực tiếp tục thành công của họ trong việc thu hút tài năng trẻ đã dẫn đến việc mua những cầu thủ triển vọng ở độ tuổi thiếu niên, nhiều người trong số họ sẽ được bán để thu lợi nhuận lớn. Điều này đã thúc đẩy Soriano và ban lãnh đạo điều hành của CFG thay đổi tham vọng của họ để tập trung hơn vào việc mua các câu lạc bộ nhỏ hơn ở các thị trường bóng đá mạnh hiện có, với ý định biến chúng thành các trung tâm chuyên gia thu nhận và đào tạo các ngôi sao tương lai từ các khu vực địa phương của họ. Do đó, sự nhấn mạnh vào việc các câu lạc bộ chia sẻ màu sắc trang phục thi đấu và có các huy hiệu và tên giống nhau rõ ràng đã giảm đi. Bên ngoài Manchester, các câu lạc bộ châu Âu trong CFG nói riêng đã không thấy bất kỳ sự thay đổi nào đối với bản sắc của họ ngoài việc sử dụng màu xanh da trời làm màu dải thay đổi ở Girona. Tương tự là các câu lạc bộ châu Á Yokohama F. Marinos và Tứ Xuyên Cửu Ngưu.

### Hợp tác giữa các câu lạc bộ
Một trong những triết lý cốt lõi của City Football Group kể từ khi thành lập là hỗ trợ lẫn nhau giữa các câu lạc bộ thông qua việc kết hợp tìm kiếm và chia sẻ cầu thủ. Mặc dù hầu như tất cả các câu lạc bộ lớn ở châu Âu đều vận hành một mạng lưới tuyển trạch viên quốc tế, nhu cầu tài chính khiến việc tiếp cận kiến thức địa phương ở nước ngoài với mức độ như một câu lạc bộ trong nước là không thể. Do đó, các câu lạc bộ CFG cung cấp các dịch vụ vô giá cho nhau bằng cách sử dụng mạng lưới tuyển trạch địa phương của riêng họ để chia sẻ thông tin về cầu thủ giữa các câu lạc bộ. Với kiến thức tổng hợp của họ, nhóm quảng cáo rằng họ có thông tin sâu rộng về nửa triệu cầu thủ trên khắp thế giới. Việc sở hữu một mạng lưới như vậy sau đó cho phép các câu lạc bộ địa phương ký hợp đồng với các cầu thủ sớm trong quá trình phát triển của họ, an toàn khi biết rằng phạm vi câu lạc bộ mà CFG sở hữu có nghĩa là họ có thể được đặt ở bất kỳ bên nào khi quá trình phát triển của họ tiếp tục và nhu cầu khác thách thức phát sinh. Yếu tố chia sẻ người chơi của mạng lưới City lần đầu tiên được quảng cáo với vụ chuyển nhượng nổi tiếng Aaron Mooy từ Melbourne City sang Manchester City – một trường hợp ban đầu sử dụng mạng để hỗ trợ tạo doanh thu – với việc mùa giải 2020–21 chứng kiến Manchester City gửi 14 cầu thủ trẻ có nguồn gốc nước ngoài cho mượn, chủ yếu là cho các câu lạc bộ thuộc nhóm khác.
Ngoài các phong trào cầu thủ nội bộ, CFG cũng đã tìm cách thúc đẩy các phong trào của ban huấn luyện trong mạng lưới của họ; trong số những lần chuyển địa điểm đáng chú ý nhất là huấn luyện viên người Pháp Erick Mombaerts, người đã từng làm việc với Yokohama F. Marinos, Melbourne City và Troyes, huấn luyện viên Manchester City Women Nick Cushing chuyển đến New York và huấn luyện viên người Anh Liam Manning chuyển đến từ học viện NYCFC để tiếp quản quản lý đội đầu tiên của Lommel.
Triết lý cốt lõi thứ hai của CFG liên quan đến sự hợp tác giữa các câu lạc bộ là chia sẻ thông tin kỹ thuật trong và ngoài sân cỏ. Dựa trên chiến thuật của huấn luyện viên Manchester City, Pep Guardiola – được Ferran Soriano và Txiki Begiristain thèm muốn từ lâu sau khi họ có kinh nghiệm làm việc với ông ở Barcelona – tất cả các câu lạc bộ của City Football Group đều được cấp quyền truy cập vào cơ sở dữ liệu phong phú về chiến thuật và phương pháp huấn luyện của Manchester City, cho phép tất cả họ tuân theo chỉ thị của nhóm để sử dụng cùng một phong cách bóng đá, một phong cách đôi khi được gọi là City Way. Sức mạnh tổng hợp của phong cách chiến thuật này vượt ra ngoài các đội đầu tiên của họ đến các học viện và các bộ phận của phụ nữ. Ngoài ra, các câu lạc bộ cũng chia sẻ các thông tin khác, chẳng hạn như y tế, giám sát hiệu suất và quản lý cầu thủ.

### Đầu tư cho bóng đá nữ
Bốn trong số mười câu lạc bộ của City Football Group có các đội thể thao nữ, với Montevideo City Torque dự kiến sẽ ra mắt một đội nữ vào năm 2021 và New York City FC trước đó đã tổ chức các cuộc thảo luận về việc liên kết với Sky Blue FC vào năm 2014. Ở cả Manchester và Melbourne , CFG (tái) ra mắt các đội bóng nữ mới vào năm 2014 và 2015, hứa hẹn đầu tư vào bóng đá nữ theo những cách chưa từng có. Ở cả hai thành phố, các đội nữ cuối cùng sẽ được cung cấp các cơ sở vật chất riêng, trái ngược với tiêu chuẩn dành cho các câu lạc bộ bóng đá, họ chia sẻ địa điểm tập luyện với các đội nam trực thuộc của họ. Tương tự như vậy, cả hai thành phố sẽ thu được lợi nhuận từ khoản đầu tư của họ, với Đội nữ Manchester City liên tục kết thúc ở vị trí thứ hai và giành được một loạt danh hiệu trong nước trong khi khoản đầu tư chưa từng có của Melbourne City vào bóng đá nữ Úc – một lĩnh vực trước đây bị thiếu vốn và phần lớn bị lãng quên ở trong nước – đã giành được sự khen ngợi cho các đội vì tư duy cầu tiến của họ và sẽ chứng kiến đội nữ của họ đăng quang những người chiến thắng trong Grand Final bốn lần trong năm mùa giải.

### Thể thao điện tử
Tìm cách tận dụng sự phát triển của thể thao điện tử và để City Football Group được coi là luôn đi đầu trong đổi mới, CFG đã thực hiện dự án đầu tiên của họ trong lĩnh vực trò chơi kỹ thuật số vào tháng 6 năm 2016 khi họ ký hợp đồng với Kieran "Kez" Brown để đại diện cho Manchester City tại các giải đấu FIFA và sự kiện dành cho người hâm mộ cũng như tạo nội dung kỹ thuật số cho hồ sơ mạng xã hội của họ.
Trong những năm tiếp theo, CFG đã mở rộng dấu ấn thể thao điện tử của họ khi hầu hết các câu lạc bộ của họ đã ký hợp đồng với các cầu thủ để đại diện cho họ trong các giải đấu FIFA, với hầu hết các câu lạc bộ đều giữ một người chơi PlayStation và một người chơi Xbox trên sổ sách của họ để đại diện cho họ mọi lúc. Đến đầu năm 2021, CFG sẽ có tổng cộng 16 người chơi thể thao điện tử chuyên nghiệp ở các câu lạc bộ khác nhau của họ. Năm 2021, Manchester City trở thành câu lạc bộ CFG đầu tiên mở rộng ra ngoài FIFA khi họ ký hợp đồng với Aiden "Threats" Mong để đại diện cho họ trong các giải đấu Fortnite. Không giống như các đội CFG khác, Manchester City cũng sẽ tiếp tục thành lập các đội thể thao điện tử riêng biệt ở Trung Quốc và Hàn Quốc để thi đấu trong các giải đấu khu vực châu Á.
Ngoài việc có những người chơi esports của riêng họ, CFG cũng đã hợp tác với các đội hiện có. Vào năm 2019, Manchester City đã công bố quan hệ đối tác với FaZe Clan, điều này sẽ chứng kiến cả hai điều hành các cuộc thi thể thao điện tử và dây chuyền kinh doanh khác nhau, cũng như cho phép các game thủ FIFA của City và FaZe chia sẻ cơ sở vật chất và tập luyện cùng nhau. Vào năm 2022, CFG thông báo rằng họ đang tài trợ cho Blue United eFC, trong một động thái cho phép Blue United mặc áo sơ mi màu xanh da trời theo phong cách CFG tại các sự kiện thi đấu.

## Những câu lạc bộ sở hữu bởi CFG

### Manchester City F.C.
Manchester City có nguồn gốc từ năm 1880, lấy tên hiện tại vào năm 1894. Câu lạc bộ là một trong những thành viên sáng lập của Football League Second Division năm 1892 và lần đầu tiên được thăng hạng lên giải hạng nhất của bóng đá Anh năm 1899, trong quá trình trở thành đội đầu tiên trong lịch sử được tự động thăng hạng. Họ được xếp hạng là một trong mười câu lạc bộ hàng đầu ở Anh trong hầu hết các mùa giải thi đấu ở giải đấu hàng đầu nước Anh, và nằm trong top năm về hầu hết các danh hiệu lớn giành được. Chiếc cúp đầu tiên của họ là trận Chung kết Cúp FA 1904; tổng cộng, tại thời điểm được City Football Group mua lại, họ đã giành được hai chức vô địch quốc gia, bốn FA Cup, hai League Cup, một UEFA Cup Winners' Cup và ba FA Community Shield.
Sau khi được tiếp quản, Manchester City đã tiến hành một cuộc đại tu toàn bộ tất cả các bộ phận, với mục đích vươn lên dẫn đầu càng nhanh càng tốt. Trên sân cỏ, những mùa giải tiếp theo chứng kiến đội bóng bị thay thế dưới sự dẫn dắt của Mark Hughes và sau đó là lần thứ hai dưới thời Roberto Mancini khi việc vận động hành lang của các câu lạc bộ đã thành lập UEFA Champions League ở Premier League buộc đội bóng thành Manchester phải hành động nhanh chóng để đạt được vị trí Champions League trước Luật công bằng tài chính mới được thực hiện khiến các đội không thể chi tiêu ngoài thu nhập của họ để cố gắng thăng hạng. Trong khi đó, bên ngoài sân cỏ, Thành phố đã chi 10 triệu bảng để cải tạo cơ sở học viện Platt Lane của họ khi họ lập kế hoạch xây dựng một cơ sở đào tạo và học viện trị giá 100 triệu bảng trên vùng đất đối diện sân vận động của họ, nghiên cứu các cơ sở đào tạo trên khắp thế giới nhằm tạo ra phát triển hàng đầu thế giới trong lĩnh vực của mình. Điều này xảy ra cùng với thông báo vào năm 2014 rằng họ đã nhận được giấy phép lập kế hoạch để tăng sức chứa sân vận động lên hơn 62.000 chỗ, khiến nó trở thành sân vận động câu lạc bộ lớn thứ hai ở Anh. Đầu tư hơn nữa vào lĩnh vực tương tác với người hâm mộ, nơi Thành phố cam kết thực hiện chính sách giành chiến thắng trong cuộc thi phổ biến toàn cầu bằng cách hiển thị đại chúng trên mạng xã hội. Kể từ đầu mùa giải 2016–17, Manchester City đã được huấn luyện bởi cựu cầu thủ và huấn luyện viên của FC Barcelona và huấn luyện viên của FC Bayern Munich, Pep Guardiola.
Dưới sự quản lý của City Football Group, Câu lạc bộ bóng đá Manchester City đã giành chức vô địch FA Cup 2010–11, Premier League 2011–12, FA Community Shield 2012, Football League Cup 2013–14, Premier League 2013–14, Football League Cup 2015–16, EFL Cup 2017–18, Premier League 2017–18, FA Community Shield 2018, EFL Cup 2018–19, Premier League 2018–19, FA Cup 2018–19, FA Community Shield 2019, EFL Cup 2019–20, EFL Cup 2020–21, Premier League 2020–21 và Premier League 2021–22. Thành tích tốt nhất ở châu Âu của Man City trong khoảng thời gian đó là chung kết UEFA Champions League 2020–21.
Vào tháng 4 năm 2022, một báo cáo từ Der Spiegel, dựa trên các tài liệu nội bộ bị rò rỉ, tuyên bố rằng các chủ sở hữu Abu Dhabi trước đó đã thực hiện các khoản thanh toán cho câu lạc bộ, được ngụy trang dưới dạng các khoản thanh toán tài trợ của các công ty của Tiểu vương quốc như Etihad và Etisalat (tuyên bố tương tự mà câu lạc bộ đã bảo vệ thành công tại CAS năm 2020); Abu Dhabi United Group của Sheikh Mansour bị cáo buộc đã gián tiếp trả tiền cho những cầu thủ chưa đủ tuổi ký hợp đồng với câu lạc bộ; và rằng câu lạc bộ đã bị cáo buộc sử dụng một hợp đồng hư cấu giữa Roberto Mancini và Al Jazira Club của Mansour trả khoản phí bồi thường lớn cho người quản lý cũ, ngoài tiền lương của anh ta. Ba trường hợp đã được Premier League điều tra trong ba năm qua. Đáp lại, câu lạc bộ đã bác bỏ những tuyên bố này là không đúng sự thật, trong đó các nguồn tin thân cận với câu lạc bộ cho biết báo cáo là phần tiếp theo của một "chiến dịch được dàn dựng" và là một phần của "nỗ lực vô tận nhằm gây thiệt hại cho chúng tôi".

#### Manchester City Women
Mặc dù Manchester City Women đã tồn tại từ năm 1988 (trước đây có tên là Manchester City Ladies F.C.), họ chỉ tồn tại với tư cách là một chi nhánh bên ngoài của câu lạc bộ cho đến tháng 8 năm 2012, với một số tài nguyên được chia sẻ và CFG không có quyền kiểm soát đối với việc quản lý câu lạc bộ. Bốn năm sau khi mua Manchester City, một thỏa thuận đã được ký kết trong đó đội nữ trực thuộc sẽ chịu toàn quyền kiểm soát của Manchester City và thực tế sẽ trở thành một bộ phận của cùng một tổ chức.
Ngay sau khi nắm quyền kiểm soát câu lạc bộ, đội đã được khởi động lại với tên Manchester City Women's Football Club và đăng ký thành công để tham gia giải bóng đá nữ hàng đầu của Anh – FA Women's Super League được thành lập gần đây. Khi sân tập mới của Manchester City được xây dựng, nó được thiết kế đặc biệt để bao gồm đội nữ với tư cách là đối tác bình đẳng và việc khuyến khích đội nữ tiếp cận với khoa học thể thao và các nhà phân tích giống như đội nam được coi là tiên phong vào thời điểm đó. Họ giành danh hiệu lớn đầu tiên tại FA WSL Cup 2014, và họ đã trở thành một trong những đội thành công nhất trong kỷ nguyên chuyên nghiệp của bóng đá nữ ở Anh, với tổng cộng một chức vô địch quốc gia, ba Women's FA Cup và bốn FA WSL Cup.

### New York City FC
Được thành lập vào năm 2013, New York City FC tham gia Major League Soccer của Mỹ với tư cách là đội mở rộng thứ 20; mùa thi đấu thực tế đầu tiên của họ là vào năm 2015, cùng với Orlando City SC. Cho đến nay, họ là đội duy nhất được xây dựng từ đầu bởi City Football Group. CFG sở hữu 80% NYCFC, 20% còn lại thuộc sở hữu của Yankee Global Enterprises, công ty mẹ của câu lạc bộ bóng chày New York Yankees, nơi họ tổ chức các trận đấu tại sân nhà của họ. Nhân viên đầu tiên của câu lạc bộ là cựu cầu thủ Manchester City và đội tuyển quốc gia Hoa Kỳ Claudio Reyna, người được bổ nhiệm làm Giám đốc bóng đá và đảm nhận phần lớn công việc xây dựng ban đầu của câu lạc bộ trước khi chuyển sang năm 2019.
Dựa trên công việc của họ ở Manchester, City Football Group đã công bố thành lập một cơ sở đào tạo riêng, sử dụng tên "City Football Academy" như sẽ trở thành tiêu chuẩn trong toàn tập đoàn, tại Orangeburg, New York, ngay bên ngoài giới hạn thành phố: nó mở cửa vào năm 2018. Kết quả mùa giải đầu tiên của New York City FC rất khiêm tốn, nhưng kể từ mùa giải thứ hai, họ đã lọt vào Play-off MLS Cup trong mọi mùa giải. Họ đã nâng cao MLS Cup lần đầu tiên ở 2021.

#### New York City FC II
Vào cuối năm 2021, MLS thông báo thành lập một bộ phận mới mà USSF công nhận là giải đấu hạng ba trong kim tự tháp giải bóng đá Hoa Kỳ. NYCFC đã được công bố là một trong 21 câu lạc bộ sẽ tham gia với tư cách là thành viên sáng lập. Để đạt được mục tiêu này, họ đã thành lập một nhóm phát triển có tên là New York City FC II (thường được gọi là NYCFC II hoặc NYCFC2).

### Tứ Xuyên Cửu Ngưu
Vào ngày 20 tháng 2 năm 2019, có thông báo rằng City Football Group cũng như UBTECH và China Sports Capital đã mua lại câu lạc bộ Tứ Xuyên Cửu Ngưu.

### Mumbai City FC
City Football Group đã được công bố là cổ đông chính của Mumbai City vào thứ Năm ngày 28 tháng 11 năm 2019 sau khi mua 65% cổ phần của câu lạc bộ. Mumbai City FC là một câu lạc bộ bóng đá chuyên nghiệp có trụ sở tại Mumbai, thi đấu tại Indian Super League. Kể từ khi CFG tiếp quản Thành phố Mumbai, câu lạc bộ đã đạt được thành công ban đầu bằng chức vô địch và chức vô địch trong một mùa giải duy nhất vào mùa 2020–21.

#### Đội trẻ Mumbai City FC
Đội dự bị của Mumbai City FC được thông báo sẽ thi đấu lần đầu tiên tại I-League 2nd Division, giải hạng ba của bóng đá Ấn Độ.

### Lommel SK
City Football Group được công bố là cổ đông lớn của Lommel SK vào thứ Hai ngày 11 tháng 5 năm 2020 mua lại phần lớn (không xác định) cổ phần của câu lạc bộ. Lommel S.K. là một câu lạc bộ bóng đá chuyên nghiệp có trụ sở tại Lommel, thi đấu ở Belgian First Division B (hạng nhì).

### Palermo
Vào tháng 7 năm 2022, CFG đã mua lại 80% cổ phần của câu lạc bộ Serie B của Ý là Palermo.

### Esporte Clube Bahia
Vào ngày 3 tháng 12 năm 2022, City Football Group đã mua lại 90% cổ phần của Esporte Clube Bahia. Thỏa thuận được hoàn tất vào ngày 04 tháng 5 năm 2023.

## Các câu lạc bộ đối tác của CFG

### Club Bolivar
Vào ngày 12 tháng 1 năm 2021, có thông báo rằng Club Bolivar đã trở thành câu lạc bộ đối tác đầu tiên của tập đoàn. Club Bolivar là câu lạc bộ thành công nhất của Bolivia đã giành được 30 danh hiệu trong nước kể từ khi được thành lập tại La Paz vào ngày 12 tháng 4 năm 1925. Chủ sở hữu của câu lạc bộ Marcelo Claure cũng là một phần của nhóm sở hữu của Inter Miami CF cùng với David Beckham cũng như là COO của SoftBank Group với Masayoshi Son (CEO của Softbank) cũng như Jorge Mas và Jose Mas từ MasTec tương ứng.
Danh hiệu sau khi hợp tác:
División de Fútbol Profesional (1): 2022-A

### Vannes OC
Có thông báo vào ngày 17 tháng 2 năm 2021 rằng câu lạc bộ hạng tư Pháp Vannes đã trở thành câu lạc bộ đối tác mới nhất cho tập đoàn. Hai câu lạc bộ đã được liên kết sau khi Chủ tịch Maxime Ray của Vannes gia nhập CFG để trở thành cổ đông thiểu số của Troyes AC như một phần của thương vụ mua bán năm 2020, mặc dù ông đã đồng ý không có vai trò điều hành nào tại Troyes như một phần của thương vụ tiếp quản.

### Geylang International FC
Vào ngày 1 tháng 2 năm 2023, câu lạc bộ Singapore Premier League Geylang International đã trở thành câu lạc bộ đối tác Đông Nam Á đầu tiên của tập đoàn. Thỏa thuận được coi là sự hợp tác ban đầu, có mục tiêu cao giữa cả hai thực thể với tiềm năng phát triển thành quan hệ đối tác chiến lược rộng lớn hơn, toàn diện hơn trong tương lai.

## Các doanh nghiệp

### Goals Soccer Centers
Vào ngày 25 tháng 7 năm 2017, City Football Group đã ký kết hợp tác liên doanh với Goals Soccer Centres, một nhà điều hành sân bóng đá 5 bên, đầu tư vốn vào các hoạt động của công ty tại Hoa Kỳ để mở rộng ra khắp Bắc Mỹ. Vào ngày 3 tháng 2 năm 2020, CFG đã mua 50% còn lại để sở hữu toàn bộ liên doanh – hoạt động dưới cái tên Mỹ hóa Goals Soccer Centers – sau sự sụp đổ gần như của đối tác của họ do các cáo buộc gian lận lịch sử.